# Sormea
Sormea is een kevergeslacht uit de familie van de boktorren (Cerambycidae). De wetenschappelijke naam van het geslacht werd voor het eerst geldig gepubliceerd in 1872 door Lacordaire.

## Soorten
Sormea is monotypisch en omvat slechts de volgende soort:
- Sormea orbignyi (Guérin-Méneville, 1831)